# Vaupés
Le Vaupés est l'un des 32 départements de la Colombie.

## Histoire

### XIXeetXXesiècles

La province de Popayán en 1810.
Le département de Boyacá en 1825.
Le Territoire National du Caquetá en 1855.
L'État souverain de Cauca en 1863.
Le Gran Vaupés en 1958.
Le département de Vaupés depuis 1963.

## Géographie

### Géographie physique

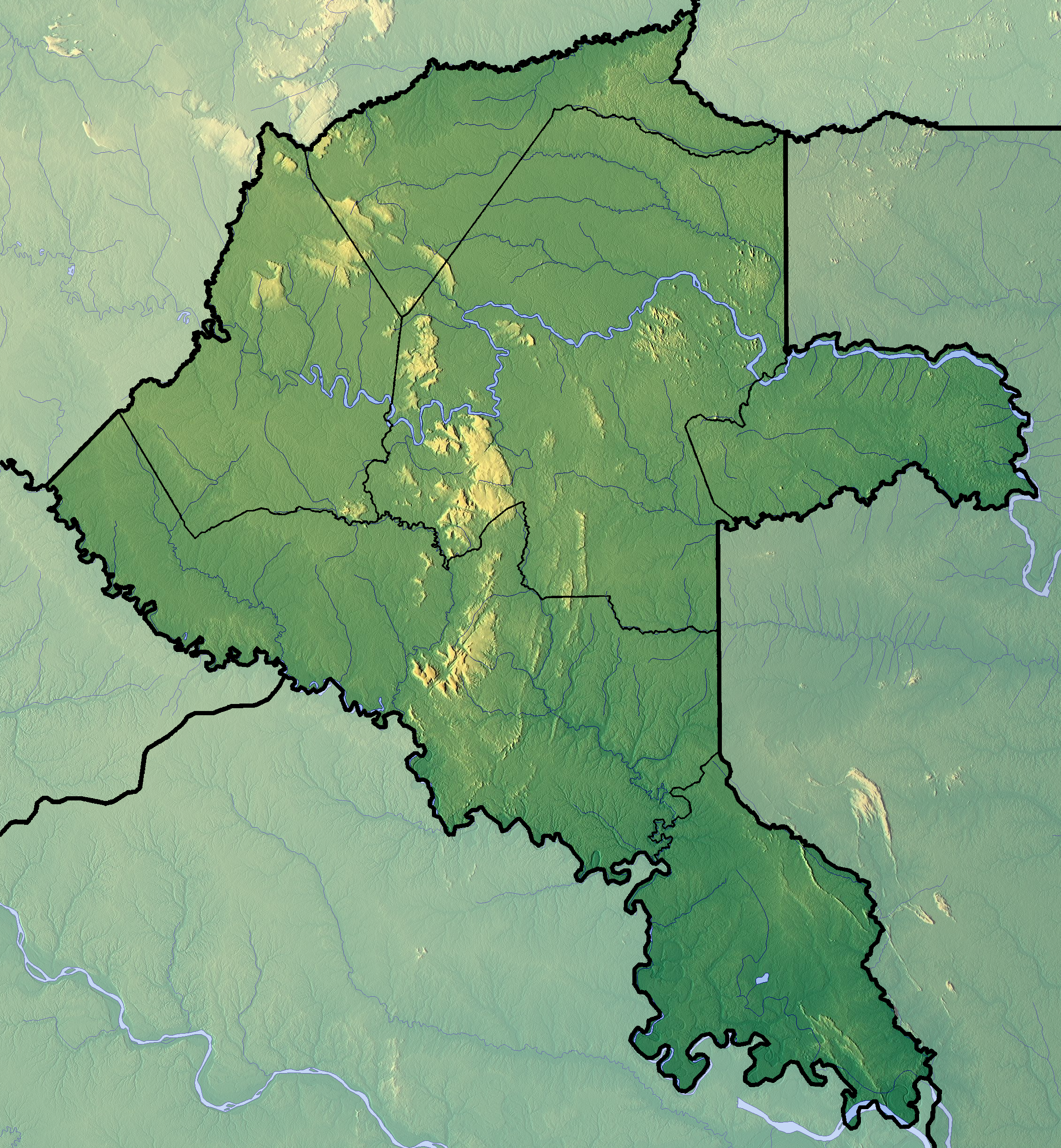
Carte topographique du Vaupés.

Le département de Vaupés est situé au sud-est de la Colombie. Il est bordé au sud par le département d'Amazonas, au sud-ouest par celui de Caquetá, au nord-ouest par le département de Guaviare, au nord-est par celui de Guainía. À l'est, le département de Vaupés est limitrophe du Brésil (État d'Amazonas).
Le département de Vaupés ne possède pas de relief particulier. Il est constitué de vastes forêts baignées par de nombreux affluents de l'Amazone.
Vaupés a une importante hydrographie. Sa frontière sud suit le cours du río Apaporís tandis que le centre du département est traversé d'ouest en est par le río Vaupés. Ces fleuves, aux cours sinueux, possèdent de nombreux bras morts formant autant de lacs.

### Découpage administratif

Municipalités de Vaupés

Le département de Vaupés, peu peuplé, est divisé en trois municipalités et trois corregimientos départementaux. Sa capitale est Mitú.
| Municipalité ou corregimiento | Superficie (km2) | Population (2005) | Densité (hab./km2) |
| ----------------------------- | ---------------- | ----------------- | ------------------ |
| Carurú                        | 6 271,98         | 641               | 0,1                |
| Mitú                          | 16 422           | 16 980            | 1,03               |
| Taraira                       | 6 619            | 1 015             | 0,15               |
| Pacoa                         | 14 108,71        | 4 459             | 0,32               |
| Papunahua                     | 5 937,9          | 106               | 0,02               |
| Yavaraté                      | 3 459            | 1 201             | 0,35               |

## Démographie

### Ethnographie
Selon le recensement de 2005, 66,6 % de la population du Vaupés se reconnait comme étant "indigène", c'est-à-dire descendant d'ethnies amérindiennes et 1,6 % se définit comme afro-colombienne.
Les principaux peuples du Vaupés font partie des groupes arawaks et  tucanos.
Une des douze ethnies tucanos, les Desanas, ont fait l'objet en 1967 d'une œuvre ethnologique majeure : Desana — Simbolismo de los Indios Tukano del Vaupés, de Gerardo Reichel-Dolmatoff.